# Taxicnemis bivittata
Taxicnemis bivittata е насекомо от разред Двукрили (Diptera). Семейството е Mycetophilidae. Няма подвидове.